# Гілберт (Західна Вірджинія)
Гілберт (англ. Gilbert) — місто (англ. town) в США, в окрузі Мінґо штату Західна Вірджинія. Населення — 333 особи (2020).

## Географія
Гілберт розташований за координатами 37°36′54″ пн. ш. 81°52′14″ зх. д. / 37.61500° пн. ш. 81.87056° зх. д. (37.614956, -81.870443).  За даними Бюро перепису населення США в 2010 році місто мало площу 2,70 км², з яких 2,56 км² — суходіл та 0,13 км² — водойми.

## Демографія
Згідно з переписом 2010 року, у місті мешкало 450 осіб у 212 домогосподарствах у складі 137 родин. Густота населення становила 167 осіб/км².  Було 262 помешкання (97/км²).
Расовий склад населення:
| - 99,1 % — білих - 0,2 % — азіатів |

До двох чи більше рас належало 0,7 %. Частка іспаномовних становила 0,0 % від усіх жителів.
За віковим діапазоном населення розподілялося таким чином: 15,3 % — особи молодші 18 років, 62,9 % — особи у віці 18—64 років, 21,8 % — особи у віці 65 років та старші. Медіана віку мешканця становила 49,7 року. На 100 осіб жіночої статі у місті припадало 82,2 чоловіків;  на 100 жінок у віці від 18 років та старших — 83,2 чоловіків також старших 18 років.
Середній дохід на одне домашнє господарство  становив 56 906 доларів США (медіана — 43 333), а середній дохід на одну сім'ю — 71 215 доларів (медіана — 70 682). За межею бідності перебувало 16,4 % осіб, у тому числі 26,5 % дітей у віці до 18 років та 0,0 % осіб у віці 65 років та старших.
Цивільне працевлаштоване населення становило 154 особи. Основні галузі зайнятості: сільське господарство, лісництво, риболовля — 22,1 %, освіта, охорона здоров'я та соціальна допомога — 20,8 %, роздрібна торгівля — 13,6 %, мистецтво, розваги та відпочинок — 13,6 %.